# 葛井大成
葛井 大成（ふじい の おおなり、生没年不詳）は、奈良時代の官人。氏姓は白猪史のち葛井連。白猪道麻呂の子。官位は外従五位下・筑後守。

## 経歴
元正朝の養老4年（720年）一族とともに白猪史から葛井連に改姓する。
聖武朝の神亀5年（728年）外従五位下に叙せられる。のち、筑後守に任ぜられ、天平2年（730年）正月に大宰帥・大伴旅人の邸宅で梅花宴が催された際に大成が詠んだ和歌が『万葉集』に採録されている。ほかに、同年11月に旅人が大納言に任ぜられて平城京に帰京したことを悲嘆して詠んだ和歌や、遙かに海人の釣船を見て詠んだ和歌も『万葉集』に残っている。

## 官歴
注記のないものは『続日本紀』による。
- 養老4年（720年） 5月10日：白猪史から葛井連に改姓
- 時期不詳：正六位上
- 神亀5年（728年） 5月21日：外従五位下
- 天平2年（730年） 正月：見筑後守

## 系譜
- 父：白猪道麻呂[4]
- 母：不詳
- 生母不詳の子女
  - 男子：葛井道依[4]